# Lijst van inzendingen voor Oscar voor beste niet-Engelstalige film 2017
Dit is de lijst van inzendingen voor Oscar voor beste niet-Engelstalige film 2017. De Academy of Motion Picture Arts and Sciences (AMPAS) nodigt jaarlijks de filmindustrieën van alle landen uit om een film in te zenden voor de Oscar voor beste niet-Engelstalige film, sinds het ontstaan van de filmprijs in 1956. De ingezonden films dienden in hun respectievelijke landen hun première te hebben tussen 1 oktober 2015 en 30 september 2016.
De deadline voor de inzendingen was 3 oktober 2016. In oktober werd de definitieve lijst door de Academy gepubliceerd, met een recordaantal inzendingen uit 85 landen. Op 15 december 2016 werden de negen films bekendgemaakt die op de shortlist kwamen en op 24 januari 2017 werden de vijf genomineerden bekendgemaakt.

## Inzendingen
| Land                   | Engelstalige filmtitel                    | Originele titel                       | Taal                                  | Regie                                     | Resultaat         |
| ---------------------- | ----------------------------------------- | ------------------------------------- | ------------------------------------- | ----------------------------------------- | ----------------- |
| Afghanistan            | Parting                                   | رفتن                                  | Farsi, Dari                           | Navid Mahmoudi                            | Gediskwalificeerd |
| Albanië                | Chromium                                  | Krom                                  | Albanees                              | Bujar Alimani                             | Niet genomineerd  |
| Algerije               | The Well                                  | Le Puits                              | Frans, Arabisch                       | Lotfi Bouchouchi                          | Niet genomineerd  |
| Argentinië             | The Distinguished Citizen                 | El Ciudadano Ilustre                  | Spaans                                | Gastón Duprat en Mariano Cohn             | Niet genomineerd  |
| Armenië                | Earthquake                                | երկրաշարժ                             | Armeens, Russisch                     | Sarik Andreasyan                          | Gediskwalificeerd |
| Australië              | Tanna                                     | Tanna                                 | Navhal                                | Martin Butler, Bentley Dean               | Genomineerd       |
| Bangladesh             | The Unnamed                               | অজ্ঞাতনামা                                | Bengaals                              | Tauquir Ahmed                             | Niet genomineerd  |
| België                 | The Ardennes                              | D'Ardennen                            | Nederlands                            | Robin Pront                               | Niet genomineerd  |
| Bolivia                | Sealed Cargo                              | Carga sellada                         | Spaans                                | Julia Vargas-Weise                        | Niet genomineerd  |
| Bosnië en Herzegovina  | Death in Sarajevo                         | Smrt u Sarajevu                       | Bosnisch, Frans                       | Danis Tanović                             | Niet genomineerd  |
| Brazilië               | Little Secret                             | Pequeno Segredo                       | Portugees                             | David Schurmann                           | Niet genomineerd  |
| Bulgarije              | Losers                                    | Каръци                                | Bulgaars                              | Ivaylo Hristov                            | Niet genomineerd  |
| Cambodja               | Before the Fall                           | មុនពេលបែកបាក់                              | Khmer, Engels, Frans                  | Ian White                                 | Niet genomineerd  |
| Canada                 | It's Only the End of the World            | Juste la fin du monde                 | Frans                                 | Xavier Dolan                              |                   |
| Chili                  | Neruda                                    | Neruda                                | Spaans                                | Pablo Larrain                             | Niet genomineerd  |
| China                  | Xuanzang                                  | 大唐玄奘                              | Mandarijn                             | Huo Jianqi                                | Niet genomineerd  |
| Colombia               | Alias Maria                               | Alias María                           | Spaans                                | José Luis Rugeles Gracia                  | Niet genomineerd  |
| Costa Rica             | About Us                                  | Entonces Nosotros                     | Spaans                                | Hernan Jimenez                            | Niet genomineerd  |
| Cuba                   | The Companion                             | El acompañante                        | Spaans                                | Pavel Giroud                              | Niet genomineerd  |
| Denemarken             | Land of Mine                              | Under sandet                          | Deens, Duits                          | Martin Zandvliet                          | Genomineerd       |
| Dominicaanse Republiek | Flor de Azúcar                            | Flor de Azúcar                        | Spaans                                | Fernando Baez Mella                       | Niet genomineerd  |
| Duitsland              | Toni Erdmann                              | Toni Erdmann                          | Duits, English, Roemeens              | Maren Ade                                 | Genomineerd       |
| Ecuador                | Such is Life in the Tropics               | Sin Muertos No Hay Carnaval           | Spaans                                | Sebastián Cordero                         | Niet genomineerd  |
| Egypte                 | Clash                                     | اشتباك                                | Arabisch                              | Mohamed Diab                              | Niet genomineerd  |
| Estland                | Mother                                    | Ema                                   | Estisch                               | Kadri Kõusaare                            | Niet genomineerd  |
| Filipijnen             | Ma' Rosa                                  | Ma' Rosa                              | Tagalog                               | Brillante Mendoza                         | Niet genomineerd  |
| Finland                | The Happiest Day in the Life of Olli Mäki | Hymyilevä mies                        | Fins                                  | Juho Kuosmanen                            | Niet genomineerd  |
| Frankrijk              | Elle                                      | Elle                                  | Frans                                 | Paul Verhoeven                            | Niet genomineerd  |
| Georgië                | House of Others                           | სხვისი სახლი                          | Georgisch                             | Rusudan Glurjidze                         | Niet genomineerd  |
| Griekenland            | Chevalier                                 | Chevalier                             | Grieks                                | Athina Rachel Tsangari                    | Niet genomineerd  |
| Hongkong               | Port of Call                              | 踏血尋梅                              | Cantonees, Mandarijn                  | Philip Yung                               | Niet genomineerd  |
| Hongarije              | Kills on Wheels                           | Tiszta szívvel                        | Hongaars                              | Attila Till                               | Niet genomineerd  |
| IJsland                | Sparrows                                  | Þrestir                               | IJslands                              | Rúnar Rúnarsson                           | Niet genomineerd  |
| India                  | Interrogation                             | Visaranai விசாரணை                        | Tamil                                 | Vetrimaaran                               | Niet genomineerd  |
| Indonesië              | Letters from Prague                       | Surat dari Praha                      | Indonesisch                           | Angga Dwimas Sasongko                     | Niet genomineerd  |
| Iran                   | The Salesman                              | Forushande فروشنده                    | Perzisch                              | Asghar Farhadi                            | Gewonnen          |
| Irak                   | El clásico                                | El clásico                            | Koerdisch                             | Halkawt Mustafa                           | Niet genomineerd  |
| Israël                 | Sand Storm                                | Sufat chol סופת חול                   | Arabisch                              | Elite Zexer                               | Niet genomineerd  |
| Italië                 | Fire at Sea                               | Fuocoammare                           | Italiaans                             | Gianfranco Rosi                           | Niet genomineerd  |
| Japan                  | Haha to Kuraseba                          | 母と暮せば                            | Japanese                              | Yoji Yamada                               | Niet genomineerd  |
| Jemen                  | I Am Nojoom, Age 10 and Divorced          | أنا نجوم بنت العاشره ومطلقة           | Arabisch                              | Khadija al-Salami                         | Niet genomineerd  |
| Jordanië               | 3000 Nights                               | 3000 ليلة                             | Arabisch, Hebreeuws                   | Mai Masri                                 | Niet genomineerd  |
| Kazachstan             | Amanat                                    | Аманат                                | Kazachs, Russisch                     | Satibaldi Narimbetov                      | Niet genomineerd  |
| Kosovo                 | Home Sweet Home                           | Home Sweet Home                       | Albanees                              | Faton Bajraktari                          | Niet genomineerd  |
| Kirgizië               | A Father's Will                           | Atanyn Kereezi                        | Kirgizisch                            | Bakyt Mukul, Dastan Japar Uulu            | Niet genomineerd  |
| Kroatië                | On the Other Side                         | S one strane                          | Kroatisch                             | Zrinko Ogresta                            | Niet genomineerd  |
| Letland                | Dawn                                      | Ausma                                 | Lets                                  | Laila Pakalniņa                           | Niet genomineerd  |
| Libanon                | Very Big Shot                             | فيلم كتير كبير                        | Libanees, Frans, English              | Mir-Jean Bou Chaaya                       | Niet genomineerd  |
| Litouwen               | Seneca's Day                              | Senekos diena                         | Litouws, Russisch, Ests               | Kristijonas Vildziunas                    | Niet genomineerd  |
| Luxemburg              | Voices from Chernobyl                     | La Supplication                       | Frans                                 | Pol Cruchten                              | Niet genomineerd  |
| Noord-Macedonië        | The Liberation of Skopje                  | Ослободување на Скопје                | Macedonisch, Duits, Bulgaars          | Rade Sherbedzija, Danilo Sherbedzija      | Niet genomineerd  |
| Maleisië               | Redha                                     | Redha                                 | Malay                                 | Tunku Mona Riza                           | Niet genomineerd  |
| Marokko                | A Mile in My Shoes                        | مسافة ميل بحذائي                      | Arabisch                              | Said Khallaf                              | Niet genomineerd  |
| Mexico                 | Desierto                                  | Desierto                              | Spaans, Engels                        | Jonás Cuarón                              | Niet genomineerd  |
| Montenegro             | The Black Pin                             | Igla ispod praga                      | Servisch                              | Ivan Marinovic                            | Niet genomineerd  |
| Nepal                  | The Black Hen                             | Kalo Pothi कालो पोथी                      | Nepalees                              | Min Bahadur Bham                          | Niet genomineerd  |
| Nederland              | Tonio                                     | Tonio                                 | Nederlands                            | Paula van der Oest                        | Niet genomineerd  |
| Nieuw-Zeeland          | A Flickering Truth                        | A Flickering Truth                    | Dari                                  | Pietra Brettkelly                         | Niet genomineerd  |
| Noorwegen              | The King's Choice                         | Kongens nei                           | Noors, Deens, Duits                   | Erik Poppe                                |                   |
| Oekraïne               | Ukrainian Sheriffs                        | Українські шерифи                     | Oekraïens                             | Roman Bondarchuk                          | Niet genomineerd  |
| Oostenrijk             | Stefan Zweig: Farewell to Europe          | Vor der Morgenröte                    | Duits                                 | Maria Schrader                            | Niet genomineerd  |
| Pakistan               | Mah e Mir                                 | ماہ میر                               | Urdu                                  | Anjum Shahzad                             | Niet genomineerd  |
| Palestina              | The Idol                                  | Ya tayr el tayer يا طير الطاير        | Arabisch, Spaans                      | Hany Abu-Assad                            | Niet genomineerd  |
| Panama                 | Salsipuedes                               | Salsipuedes                           | Spaans                                | Ricardo Aguilar Navarro, Manuel Rodríguez | Niet genomineerd  |
| Peru                   | Videophilia (and Other Viral Syndromes)   | Videofilia: y otros síndromes virales | Spaans, Engels                        | Juan Daniel Fernández                     | Niet genomineerd  |
| Polen                  | Afterimage                                | Powidoki                              | Pools                                 | Andrzej Wajda                             | Niet genomineerd  |
| Portugal               | Letters from War                          | Cartas da Guerra                      | Portugees                             | Ivo M. Ferreira                           | Niet genomineerd  |
| Roemenië               | Sieranevada                               | Sieranevada                           | Roemeens                              | Cristi Puiu                               | Niet genomineerd  |
| Rusland                | Paradise                                  | Рай                                   | Russisch, Duits, Frans, Jiddisch      | Andrej Kontsjalovski                      |                   |
| Saoedi-Arabië          | Barakah Meets Barakah                     | بركة يقابل بركة                       | Arabisch                              | Mahmoud Sabbagh                           | Niet genomineerd  |
| Servië                 | Train Driver's Diary                      | Дневник машиновође                    | Servisch                              | Miloš Radović                             | Niet genomineerd  |
| Singapore              | Apprentice                                | Apprentice                            | Malay, Engels                         | Boo Junfeng                               | Niet genomineerd  |
| Slowakije              | Eva Nová                                  | Eva Nová                              | Slovaaks                              | Marko Škop                                | Niet genomineerd  |
| Slovenië               | Houston, We Have a Problem!               | Houston, imamo problem!               | Sloveens, Servisch, Kroatisch, Engels | Žiga Virc                                 | Niet genomineerd  |
| Spanje                 | Julieta                                   | Julieta                               | Spaans                                | Pedro Almodóvar                           | Niet genomineerd  |
| Taiwan                 | Hang in There, Kids!                      | 只要我長大                            | Mandarijn, Atayal                     | Laha Mebow                                | Niet genomineerd  |
| Thailand               | Karma                                     | อาปัติ                                  | Thais                                 | Kanittha Kwanyu                           | Niet genomineerd  |
| Tsjechië               | Lost in Munich                            | Ztraceni v Mnichově                   | Tsjechisch                            | Petr Zelenka                              | Niet genomineerd  |
| Tunesië                | As I Open My Eyes                         | À peine j'ouvre les yeux              | Tunesisch, Frans                      | Leyla Bouzid                              | Gediskwalificeerd |
| Turkije                | Cold of Kalandar                          | Kalandar Soğuğu                       | Turks                                 | Mustafa Kara                              | Niet genomineerd  |
| Uruguay                | Breadcrumbs                               | Migas de pan                          | Spaans                                | Manane Rodriguez                          | Niet genomineerd  |
| Venezuela              | From Afar                                 | Desde allá                            | Spaans                                | Lorenzo Vigas                             | Niet genomineerd  |
| Verenigd Koninkrijk    | Under the Shadow                          | زیر سایه                              | Perzisch                              | Babak Anvari                              | Niet genomineerd  |
| Vietnam                | Yellow Flowers on the Green Grass         | Tôi thấy hoa vàng trên cỏ xanh        | Vietnamees                            | Victor Vu                                 | Niet genomineerd  |
| Zuid-Afrika            | Call Me Thief                             | Noem my Skollie                       | Afrikaans                             | Daryne Joshua                             | Niet genomineerd  |
| Zuid-Korea             | The Age of Shadows                        | Miljeong 밀정                         | Koreaans                              | Kim Jee-woon                              | Niet genomineerd  |
| Zweden                 | A Man Called Ove                          | En man som heter Ove                  | Zweeds                                | Hannes Holm                               | Genomineerd       |
| Zwitserland            | My Life as a Courgette                    | Ma vie de courgette                   | Frans                                 | Claude Barras                             |                   |